# Kreis Euskirchen
Kreis Euskirchen is een Kreis in de Duitse deelstaat Noordrijn-Westfalen. Kreisstadt is de gelijknamige stad Euskirchen. De Kreis telt 194.359 inwoners (31 december 2020) op een oppervlakte van 1.248,72 km². Op 31 december 2020 had 8,07% van de inwoners een niet-Duits staatsburgerschap (15.680 niet-Duitsers) en hadden 505 inwoners het Nederlandse staatsburgerschap. 
De Kreis Euskirchen ligt in het uiterste zuidwesten van de deelstaat, tegen de Belgische grens en die van de deelstaat Rijnland-Palts en behoort tot het noordelijk deel van de Eifel.
Tijdens de overstromingen in Noordwest-Europa in juli 2021 werden vele plaatsen in de Kreis Euskirchen door het hoge water getroffen, waardoor tientallen doden vielen.

## Gemeenten

Steden en gemeenten in Kreis Euskirchen.

De volgende gemeenten liggen in de Kreis Euskirchen:
| Gemeenten |
| --- |
| 1. Bad Münstereifel (met gelijknamige stad) 2. Blankenheim 3. Dahlem 4. Euskirchen (met gelijknamige stad) 5. Hellenthal 6. Kall 7. Mechernich (met gelijknamige stad) 8. Nettersheim 9. Schleiden (met gelijknamige stad) 10. Weilerswist 11. Zülpich (met gelijknamige stad) |

Zie ook: Lijst van Kreise en kreisfreie steden in Noordrijn-Westfalen
Bad Münstereifel · Blankenheim · Dahlem · Euskirchen · Hellenthal · Kall · Mechernich · Nettersheim · Schleiden · Weilerswist · Zülpich
Landen:  België ·  Duitsland ·  Nederland

NUTS 2-regio's: Limburg (BE) · Limburg (NL) (deels) · Luik (deels) · Regierungsbezirk Keulen (deels)

NUTS 3-regio's: Stedenregio Aken · Arrondissement Borgworm · Duitstalige Gemeenschap · Kreis Düren · Kreis Euskirchen · Arrondissement Hasselt · Kreis Heinsberg · Arrondissement Hoei · Arrondissement Luik · Arrondissement Maaseik · Midden-Limburg · Arrondissement Tongeren · Arrondissement Verviers · Zuid-Limburg